# Karl Hermann Pillney

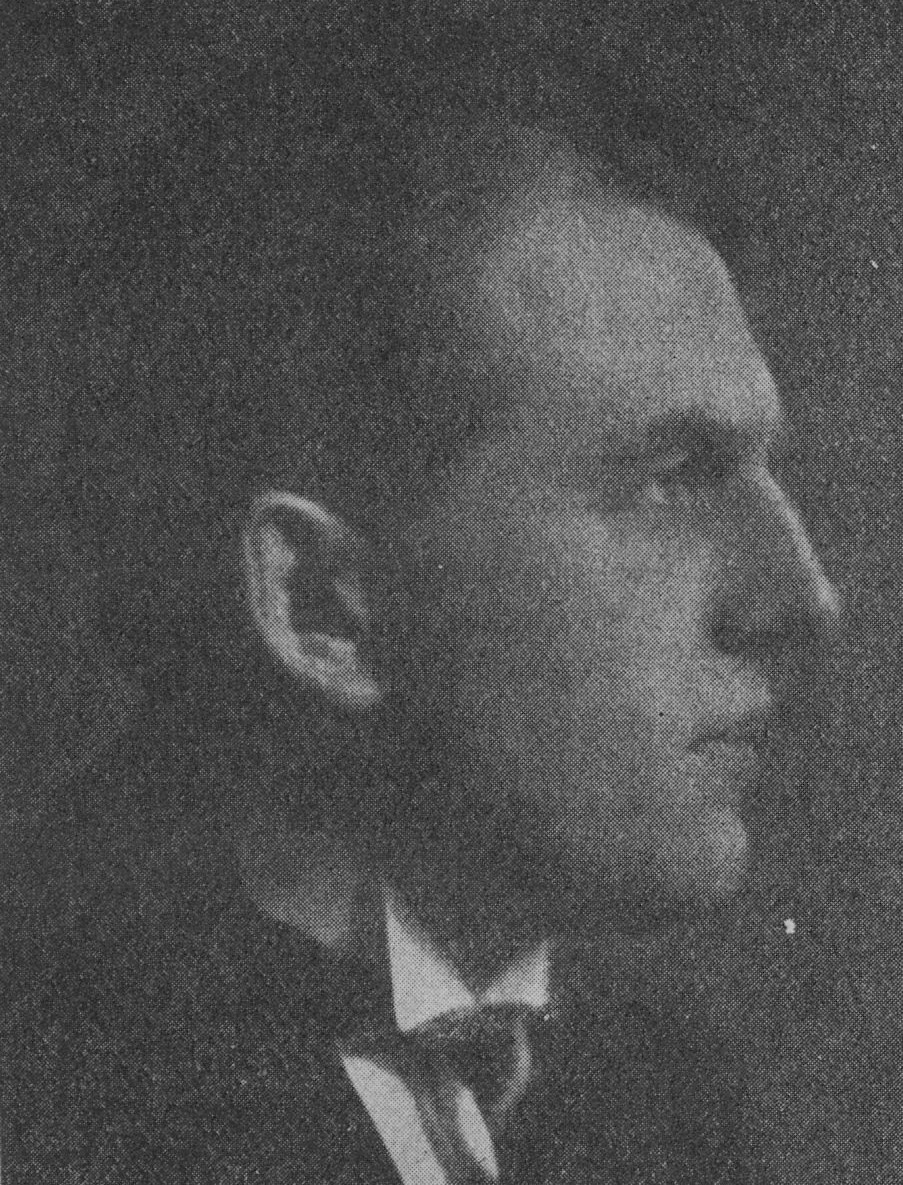
Karl Hermann Pillney, um 1929

Karl Hermann Pillney (* 8. April 1896 in Graz (Österreich); † 10. April 1980 in Bergisch Gladbach-Bensberg) war ein in Österreich geborener Komponist und Konzertpianist. 

## Leben
Karl Hermann Pillney, Sohn eines Harfenisten und Kammermusikers, besuchte die Oberrealschule. Nach dem Abitur 1915 ging er auf das Konservatorium in Köln, wo er unter anderem bei Hermann Abendroth studierte. 1923 erhielt er das Diplom als Konzertpianist.
Konzertreisen unternahm er in Europa und Übersee. 1925 erhielt er eine Berufung an die Rheinische Musikschule Köln. Seit 1927 war Pillney mit Elisabeth Feldmann verheiratet, mit der er zwei Kinder hatte. Beide Mädchen widmeten ihr Leben ebenfalls der Musik, Helga Pillney-Schafiyha erst als Konzertpianistin, dann als Klavierpädagogin, ihre Schwester Marlene Jacobi als Geigerin, zeitweise im Linzer Orchester.
Ab 1930 war Karl Hermann Pillney Konzertpianist, Leiter einer Meisterklasse für Klavierspiel und ab 1940 Professor an der Staatlichen Hochschule für Musik in Köln.
Noch im November 1931 wurde er von der NS-Presse wegen seines musikalischen Zeitspiels Von Freitag bis Donnerstag angegriffen. Nach der Machtübernahme durch die Nationalsozialisten konnte Pillney trotzdem zum 1. April 1933 in die NSDAP eintreten (Mitgliedsnummer 1.758.769), er war allerdings von 1934 bis 1937 wegen ausstehender Mitgliedsbeiträge gestrichen.
Auch in der Nachkriegszeit blieb er bis 1961 Hochschullehrer, arbeitete danach aber als freischaffender Komponist.
Die Bearbeitung und Herausgabe alter Musik, insbesondere Johann Sebastian Bachs und anderer Komponisten, sah er als seine Aufgabe an.
Pillneys erfolgreichstes Werk als Komponist ist der Variationenzyklus für Klavier und Orchester Eskapaden eines Gassenhauers von 1968, in dem er den Schlager „Was machst Du mit dem Knie, lieber Hans“ in den verschiedensten klassischen Stilen variiert.

## Werke
- Bearbeitung der Bach-Variationen von Max Reger für Klavier und Orchester (Uraufführung Köln 1924)[3]
- Bearbeitung von J. S. Bachs Musikalischem Opfer
- Christus, Motette 1928
- Von Freitag bis Donnerstag, Operneinakter 1931
- Musik für Klavier und Orchester, 1932
- Ergänzung der Schlussfuge von J. S. Bachs Kunst der Fuge
- Kadenz (Fugato) zum letzten Satz von Mozarts Klavierkonzert d-Moll
- Eskapaden eines Gassenhauers, 1968

## Schüler
- Jürg Baur
- Egon Sarabèr, Autor von Methode und Praxis der Musikgestaltung, 2011
- Eckart Sellheim